# گلابر سفلی
گلابر سفلی یک روستا از توابع بخش مرکزی شهرستان ایجرود در استان زنجان در ایران است روستای گلابر یکی از قدیمی ترین روستا های منطقه غرب ایران است.سلجوقیان

## جمعیت
این روستا در دهستان گلابر قرار دارد و براساس سرشماری مرکز آمار ایران در سال ۱۳۹۵، جمعیت آن حدود۴۰۰۰ نفر (۸۷۰خانوار) بوده‌است.

## مسجد تاریخی گلابر
1. کمیته تخصصی نام‌نگاری و یکسان‌سازی نام‌های جغرافیایی ایران[پیوند مرده]، سازمان نقشه‌برداری کشور